# Perfect Bride
A Perfect Bride egy, az indiai STAR Plus csatornán futott valóságshow. A vetítését 2009. szeptember 12-én kezdték el, és azt lehetett végig követni, ahogy öt vőlegény kiválasztja a párját az előre kiválogatott tizenegy menyasszony-jelölt közül. Ez az amerikai Momma’s Boys indiai változata. A győztes lány és a párja pénzjutalmat kapott. A show-t végül 2009. december 12-én Hitesh Chauhan és Rumpa Roy nyerte meg.